# Chiridius gracilis
Chiridius gracilis är en kräftdjursart som beskrevs av Farran 1908. Chiridius gracilis ingår i släktet Chiridius och familjen Aetideidae. Inga underarter finns listade i Catalogue of Life.